# Procecidochares stonei
Procecidochares stonei es una especie de insecto del género Procecidochares de la familia Tephritidae del orden Diptera.
 Blanc y Foote la describieron en 1961
Se encuentra en Estados Unidos.